# 타이인 (대중 매체)
타이인(영어: tie-in) 또는 타이업(일본어식 영어: tie-up, 일본어: タイアップ)은 영화나 비디오/DVD, 컴퓨터 게임, 비디오 게임, 텔레비전 프로그램/텔레비전 시리즈, 보드 게임, 웹사이트, 롤플레잉 게임, 문학 재산과 같이 회사가 출시한 미디어 재산 기반의 권위있는 제품을 가리킨다.

## 종류
- 무비 타이 인(Movie Tie-In): 외국 도서 중에서 영화의 원작이 된 소설이 영화의 개봉과 더불어 판매증진의 목적으로 영화 포스터나 주인공의 이미지로 책의 표지를 새롭게 인쇄한 판형을 일컫는 용어이다. 오늘날 아예 영화의 인기를 등에 업고 책으로 새롭게 출간되어 나오기도 한다. <Pride & Prejudice 오만과 편견>, <The Da Vinci Code 다빈치코드>, <The Devil Wears Prada 악마는 프라다를 입는다>, <먹고 기도하고 사랑하라 Eat, Pray, Love> 등등이 한국에서도 각각 베스트셀러가 되었다.
- 무비 타이 인 컴퓨터/비디오 게임
- 사운드트랙
- 영화, 장난감, 게임 기반의 패스트 푸드 프로모션

## 같이 보기
- 미디어 프랜차이즈
- 머천다이징